# Dijksterhuizen (Waadhoeke)
Dijksterhuizen (Fries: Dyksterhuzen) is een streeknaam en (voormalige) buurtschap in de gemeente Waadhoeke, in de Nederlandse provincie Friesland. De plaats lag aan de weg tussen Beetgumermolen en de vliegbasis Leeuwarden aan de weg Dyksterhuzen. Aan deze weg ligt een mix van huizen en boerderijen in het dorpsgebied van Beetgumermolen.

## Geschiedenis
Dijksterhuizen is ontstaan als een buurt ten oosten van Beetgum, langs de oude Middelzeedijk. Deze dijk werd rond 1300 aangelegd. De plaats werd onder andere vermeld als Dyckstrahusen in 1502, als Dijctra-huysen in 1622, als By de Molen en Dykterhuysen in 1664 en als Dijkstrahuizen en Dijksterhuizen in de 19e eeuw. De naam duidt op een bewoonde dijk. Het suffix -stra duidt op een bewoner aan of bij iets.
Dijksterhuizen is eigenlijk de oorspronkelijke kern waaruit Beetgumermolen is ontstaan. Toen Beetgumermolen groeide en een zelfstandige plaats werd, verschoof de naam Dijksterhuizen in zuidoostelijke richting.
De 'Plaatselijk Belang Beetgumermolen' werd in 1957 opgericht, sinds 1998 'Pleatslik Belang Bitgummole' en behartigt onder meer de belangen van de inwoners van Dijksterhuizen.

## Aysma State

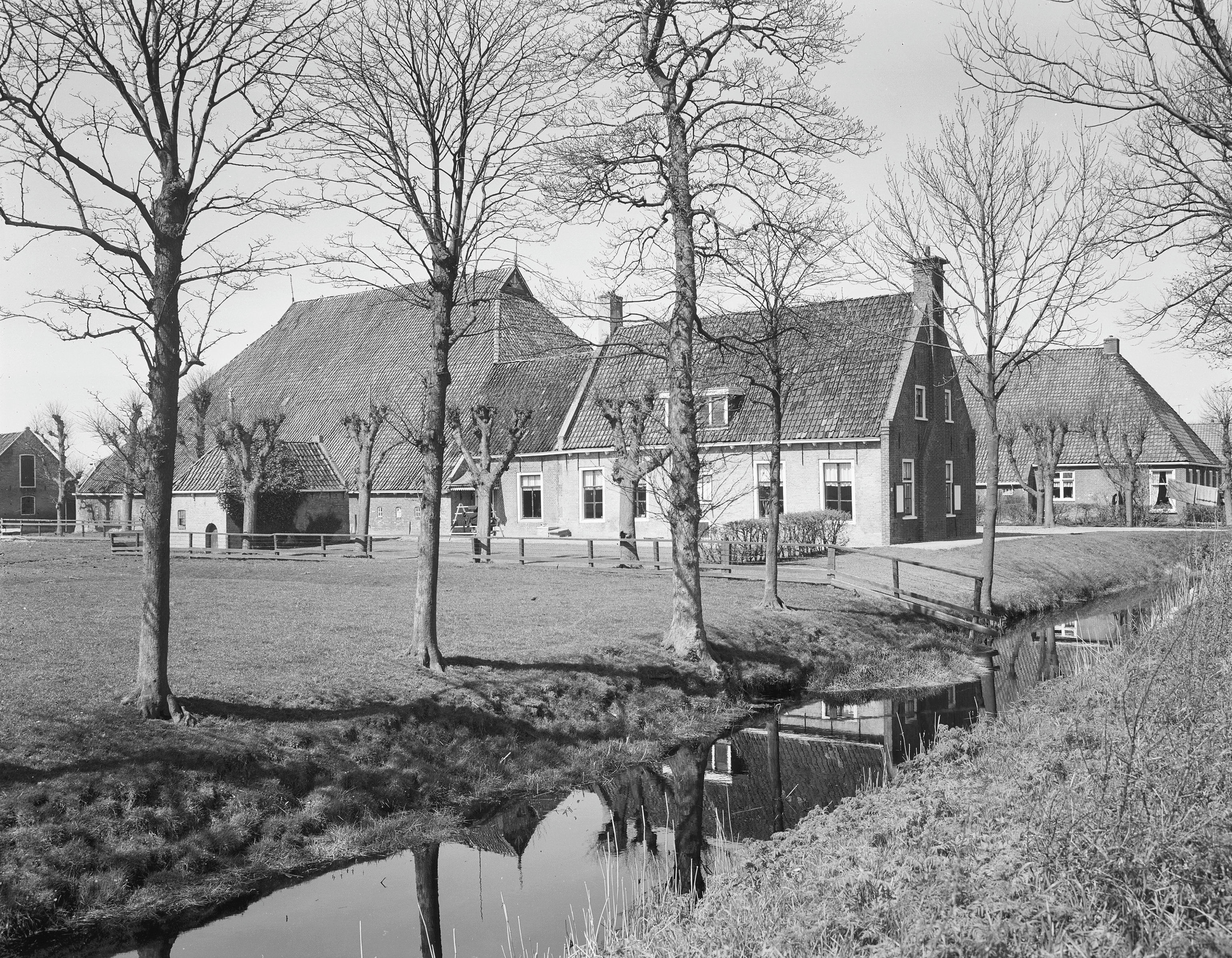
Kop-hals-rompboerderij, 1966

De Aysma State lag bij Dijksterhuizen. Het is niet bekend wanneer deze precies gebouwd is. De state werd in ieder geval al bewoond in de 15e eeuw, en was een tijdlang eigendom van de familie Van Aysma. In 1511 waren de bezittingen van de state 63.5 pondemaat groot. Tegen 1858 werd de state gesloopt, het landgoed was toen 100 pondemaat groot.

## Rijksmonument
De boerderij aan de Dyksterhuzen nummer 32 is een rijksmonument. De boerderij is een kop-hals-rompboerderij uit circa 1870 met een lang voorhuis en een omlijste ingang en is niet onderkelderd.
Steden, dorpen en gehuchten: Achlum · Baijum · Beetgum · Beetgumermolen · Berlikum · Blessum · Boer · Boksum · Deinum · Dongjum · Dronrijp · Engelum · Firdgum · Franeker · Herbaijum · Hitzum · Klooster-Lidlum · Marssum · Menaldum · Minnertsga · Nij Altoenae · Oosterbierum · Oude Leije (klein deel) · Oudebildtzijl · Peins · Pietersbierum · Ried · Ritsumazijl · Schalsum · Schingen · Sexbierum · Sint Annaparochie · Sint Jacobiparochie · Slappeterp · Spannum · Tzum · Tzummarum · Vrouwenparochie · Welsrijp · Westhoek · Wier · Winsum · Zweins

Buurtschappen: Arkens · Bonkwerd · De Vlaren · Dijkshoek · Doijum · Fatum · Hatsum · Het Hooghout · Kie · Kiesterzijl · Kingmatille · Klooster Anjum · Koehool · Laakwerd · Lutjelollum · Miedum · Nieuwebildtzijl · Oosterend · Oosthoek · Rewerd (deels) · Roptazijl (deels) · Salverd · Schildum · Sopsum · Stad Niks · Tolsum · Tritzum · Tjeppenboer · Vrouwbuurtstermolen (deels) ·  Weakens · Westerend · Zwarte Haan

Voormalige buurtschappen:Barrum · De Kampen · De Poelen · Dijksterhuizen · Franjumerburen · Holprijp · Koum · Langwerd · Teetlum · Memerd · War 

Friesland: Steden en dorpen      Nederland: Provincies · Gemeenten